# Osteocephalus cabrerai
A Osteocephalus cabrerai a kétéltűek (Amphibia) osztályának békák (Anura) rendjébe és a levelibéka-félék (Hylidae) családjába tartozó faj.

## Előfordulása
A faj Bolíviában, Brazíliában, Kolumbiában, Ecuadorban, Francia Guyanában, Guyanában, Peruban, Suriname-ban és Venezuelában él. Természetes élőhelye a szubtrópusi vagy trópusi nedves síkvidéki erdők, folyók. A fajt élőhelyének elvesztése fenyegeti.